# Suhander Zúñiga
Suhander Manuel Zúñiga Cordero (ur. 15 stycznia 1997 w San José) – kostarykański piłkarz występujący na pozycji lewego obrońcy, reprezentant Kostaryki, od 2024 roku zawodnik Cartaginés.
Jego brat Érick Zúñiga również jest piłkarzem.